# 법률사무 보조원
법률사무 보조원(paralegal, legal assistant, paralegal specialist)은 법률회사에서 변호사의 법률적 업무를 지원하는 직책으로 한국의 법무사, 사무장과 직무가 유사하다. 법학교육을 받았고, 소송을 위한 자료 수집부터 서면작성까지 변호사의 업무를 거의 다 하는데, 변호사 자격증만 없는 법률 전문가를 말한다.

## 대한민국
한국의 변호사법에는 변호사사무원을 일반직과 기능직으로 분류하고 있다. 기능직은 운전사, 타자수 등을 말한다. 일반직은 법률교육을 받은 패럴리걸(Paralegal), 법률교육을 받지 않은 법률비서(Legal Secretary)가 포함된다.
2009년 서울지방변호사회는 변호사 1인당 4인의 사무원 제한을 폐지해, 변호사 1인이 수백명의 패러리걸을 둘 수도 있게 되었다. 고졸 이상의 학력도 폐지했다. 법조브로커를 막기 위해 4인의 규제를 하였으나, 아무런 실효성이 없다는 비판을 받았고, 오히려 로펌의 대형화를 막는 악법이라는 비판이 있어서, 4인 제한을 폐지하였다. 따라서, 변호사는 별로 없으면서, 패러리걸이 매우 많은 로펌의 등장이 가능하게 되었다.
그러나, 한국에서는 패러리걸에 대한 인식이 거의 없거나, 직역의 존재 자체가 거의 알려져 있지 않다. 국내 대형 로펌의 경우 1년차 변호사가 30만원가량의 시간당 요금을 청구하는데 1년차 패러리걸은 10만원대 초반 정도이다.

## 소송관련 업무
금융가 소액대출금만환청구사건, 부동사회사의 다수 임차인에 대한 임료청구사건, 다수 근로자의 미지급임금청구사건, 회사의 다수 거래처에 대한 물품대금청구사건 등에 있어서 정형화된 서식에 따라 소장이나 지급명령신청서를 작성하는 업무 등은 변호사가 대표적인 사안에 대해 검토한 후 표준적인 소장을 작성해 주면 사무직원이 당사자와 청구금액 등만 바꾸어 기입하는 경우가 많다.
1. 소장 등 소송문서에 첨부할 서류(부동산등기부 등)와 증거자료의 수집
2. 의뢰인과 관계인으로부터 사건에 관한 설명을 청취하여 기록하는 일
3. 서증에 대한 번호부여와 부본 작성
4. 소장 등 소송문서를 의뢰인에게 송달하는 일
5. 소송문서를 법원에 제출하는 일
6. 기일통지서의 수령 및 의뢰인에 대한 통지
7. 상대방 제출의 소송문서 수령
8. 변론조서 등 각종 조서에 대한 등본교부신청 및 수령
9. 판결선고 결과 확인 및 의뢰인에 대한 통지
10. 판결문 수령 및 의뢰인에 대한 송부
11. 송달증명서 수령 및 집행문부여 신청

증거설명서나 문서송부촉탁신청서 등 증거신청서의 작성도 참여하는 경우도 있다.

## 기타 업무
- 컴퓨터를 통한 판례 등 자료검색
- 사무소의 일정관리
- 사건기록관리
- 의뢰인 등의 전화대응 및 내방객 접대
- 수임료 및 소송비용의 청구와 정산
- 사무소의 회계관리
- 고객주소록관리
- 법적, 기술 관련 문서 및 회사 소개 브로셔 등 번역

## 소속변호사와의 차이
소속변호사(associate lawyer)와 페럴리걸은 업무가 동일하다. 그러나 소속변호사는 7년 정도 지나면 구성원변호사가 되어 연봉이 엄청나게 올라가지만, 패럴리걸은 승진이 없다. 또한, 패럴리걸은 해고되거나 사임한 경우, 독자적인 변호사 활동이 불가능하다. 한국의 대형로펌에서는 소속변호사 초봉이 패럴리걸의 4배이다.
미국 로펌에서는 로스쿨 졸업생 또는 졸업예정자를 일단 패럴리걸로 채용한다. 변호사 시험에 합격하면 소속변호사가 되어 연봉이 올라간다.

## 법무사와의 차이
미국에는 법무사가 없지만, 영국, 일본, 한국 등에는 사무변호사(Solicitor), 사법서사, 법무사가 있다. 법무사는 독립해서 유료 법률자문과 유료 법률서류 작성이 가능하다. 패러리걸은 독립해서 유료 법률자문 또는 유료 법률서류 작성을 할 수 없다.
그러나 패러리걸은 미국 법무사라고 할 수 있다. 영국 법무사인 솔리시터는 1) 국가자격증을 취득해야만 하고 2) 독립사무소를 개설할 수 있다. 반면에 패러리걸은 그 2가지를 제외하고는 영국 솔리시터와 완전히 취급하는 법률사무가 동일하다. 영국에서는 법무사도 변호사로 부른다는 점을 감안하면, 합법적 무자격 변호사라고 할 수 있다.
영국의 솔리시터
- 정규 법률교육을 받았다.
- 사실조사, 법학연구, 법률문서 작성 등 거의 모든 법률사무를 본다.
- 소송대리는 할 수 있다.

```
 - 하급재판소 (Magistrates' court-치안 재판소, County court-지방법원)에서는 변론의 자격이 주어진다.
 - 솔리시터의 자격이라도 별도의 자격 시험에 합격해서 Certificate취득 후 Crown Court 이상의 법원에서 변론 자격을
   취득할 수 있다. (1991년 법개정 이후 1994년 시행되었지만 자격증 소지자는 극 소수에 불과함)
[
3
]
```

- 판사나 검사가 될 수 있다.

```
 - "Crown Procecutor Sevice" (영국 검찰청)에서 요한 일정의 자격을 충족한다면, 솔리시터도 검사로서 활동을 할 수 있다
 - Stipendiary Magistrates(유급 치안판사)/District Judges (지방판사)그리고 Recorder (or Trainee Circuit Judges) 파트-타임 수습 순회 재판 판사등,
   다양한 사법권에 속하는 판사로서 진출의 문이 열려 있다.
   솔리시터 출신의 유명한 판사로는 The Lord Collins of Mapesbury (본명 : Lawrence Antony Collins)있다. 영국 대법원 판사 및 2011년 4월11일 홍콩
   상소법원 판사로 임명되어 재직도 했던 솔리시터출신의 베테랑 판사이다.
```

- 로펌, 기업체, 정부기관, 시민단체가 고용할 수 있다.
- 국가자격증을 취득해야 한다
- 독립사무소를 개설할 수 있다.

미국의 패러리걸
- 정규 법률교육을 받았다.
- 사실조사, 법학연구, 법률문서 작성 등 거의 모든 법률사무를 본다.
- 소송대리는 할 수 없다.
- 판사나 검사가 될 수 없다.
- 로펌, 기업체, 정부기관, 시민단체가 고용할 수 있다.
- 국가자격증, 민간자격증이 필요없다.
- 독립사무소를 개설할 수 없다. 반드시 누군가에 의해 고용되어 있어야 한다.

## 패러리걸과 법률비서와의 차이
미국에서 패러리걸과 법률비서(legal secretary)는 약간의 차이가 있다. 법률비서가 일부 기초적인 법률문서에 대한 교육을 받았을 수도 있지만, 일반적으로 법률비서는 법원칙, 법률, 시행령등에 대해서는 거의 모르거나 완전히 모른다. 법학연구(Legal research) 또는 법률문서, 준비서면, 기타 법원 서류의 초안 작성에 대한 경험과 훈련도 없다. 패러리걸은 이러한 업무를 변호사의 감독하에 수행한다.

## 보수

### 미국
미국에서 민간업체에서 중간 경력의 패러리걸의 연봉은 2007년에 67,600 달러(7천만원)이다. 미국 정부에서 근무하는 패러리걸의 평균 연봉은 73,000 달러 이상이며, 주정부는 54,000 달러 정도이다. 대형로펌은 초임은 50,000 달러이며, 능력에 따라 100,000 달러(1억원) 이상을 지급하기도 한다. 소도시 로펌의 초임은 대략 44,000 달러이다.

## 경제학

### 미국
미국에서는 다음의 5개 업무는 자격증을 소지한 변호사만이 서비스할 수 있다.
1. 변호사-의뢰인 계약체결
2. 법률자문의 제공
3. 법률서류에의 서명
4. 소송대리
5. 법률 서비스에 대한 수임료 계약

이상의 5가지 법률사무 외의 기타 법률사무, 예를 들면 법률연구, 법률문서작성, 사실조사 등은 패러리걸이 할 수 있다. 그러나 패러리걸의 모든 법률사무에 대한 법적책임은 변호사가 부담한다.

### 패러리걸 이용의 트렌드
미국에서는 변호사 자격증의 발급수를 제한하고 있다. 변호사 자격증 까지는 필요가 없지만, 법률 훈련을 받은 사람이 필요한 많은 법률사무가 존재한다. 낮은 비용을 위해, 기업체들은 패러리걸을 고용하여, 보다 비싼 변호사를 대신한다.
패러리걸의 수요는 폭발적으로 늘고 있어서, 대학교들은 많은 패러리걸 교육과정을 개설하고 있다. 1년에 5만명이 패걸리걸 훈련 코스에 등록하고 있다. 미국 패러리걸 교육 협회(American Association for Paralegal Education, AAPE)에는 450개 이상의 회원이 있으며, 260개의 학교가 ABA 승인을 받았다.
영국 정부는 가난한 사람들을 위해 변호사의 법률구조를 하고 있다. 그러나, 수요 증가에 따라 예산이 부족해져서, 정부는 법률구조를 줄였다. 이 간격을 패럴리걸 회사들이 메워가고 있다.
패러리걸 사용의 증가는 법률 서비스 비용의 증가 속도를 낮추는데 기여하고 있다.
그러나 미국에서, 패러리걸은 변호사 감독없이 독립적으로는 어떠한 기초적인 유료 법률자문도 할 수 없다.

### 한국
한국이나 독일 등에서는 사법시험의 합격률이 매우 낮아, 변호사가 적은 반면에, 법대는 많아, 수많은 패러리걸들이 법대를 졸업한다. 이들은 기업의 법무팀, 인사팀 등에서 주로 채용한다. 기업에서도 특정한 사례의 경우, 법학연구, 법률문서 작성, 사실조사 등이 필요한데, 법적으로 유효할 것 까지는 필요하지가 않아서, 법대 졸업생들을 내부적으로 이용한다. 다만, 미국처럼 패러리걸 직역이 독립화 되지 않아서, 퇴직 후에 패러리걸로서의 경력이 전혀 인정되지 않는 문제가 있다.

## 패러리걸의 교육
미국 정부는 패러리걸과 법률비서에 대해 아무런 규제도 하지 않고 있다. 따라서 자율적인 규제가 존재할 분이다. 패러리걸들은 로펌, 기업체, 부동산 회사, 시민단체 등에서 요구하는 조건을 만족시키기 위해 여러 곳에서 실시하는 교육을 받기도 한다. 플로리다 변호사 협회는 패러리걸의 등록을 받고 있지만, 자율적 등록이고 강제적인 것은 아니다. 협회규정으로 변호사의 감독을 받지 않는 비변호사가 스스로를 패러리걸이라고 광고하는 것을 금지하고 있다.
한국에는 법학사, 법학석사, 법학박사들이 모두 패럴리걸 자격증에 해당한다. 즉, 장시간 전문적인 법학교육을 받은 사람들이다.

## 자격증
미국에는 연방정부나 주정부 모두 패럴리걸 자격증이 존재하지 않는다. 그러나 민간 자격증은 상당수가 존재한다.
1976년 설립된 법률비서협회(National Association of Legal Assistants, NALA), 1996년 설립된 패러리걸협회(National Federation of Paralegal Associations, NFPA)에서 발급하는 민간 자격증이 가장 유명하다. 이와 별도로, 각 대학교에서는 패러리걸 교육과정 개설하여, 이를 수료한 이들에게 자격증(수료증, 졸업장)을 독자적으로 발급하고 있다.

## 시장개방
법률시장 개방을 반대하는 이들은 갑 국가의 변호사는 을 국가의 법률을 모르기 때문에, 을 국가의 법률서비스를 할 수 없다고 주장한다. 그러나 미국의 경우 50개 주정부가 모두 법률이 다른데, 1개 주의 변호사 자격자가 타 주의 변호사 활동을 하는데 별 지장이 없다. 하버드 로스쿨에서도 50개 주정부 법률을 따로 전부 다 가르치는 것은 아니다. 즉, 한 국가의 법률을 잘 알면, 다른 국가의 법률서비스를 하는데 큰 문제가 없다.
그러나, WTO, FTA 등의 시장개방을 해도, 변호사 자격증은 상호 인정해 주지 않고 있으나, 법률 관련 자격증이 전혀 필요없는 패러리걸 제도가 전세계에서 인정되고 있기 때문에, 큰 제약은 없다. 패러리걸은 반드시 변호사 보다 낮은 지위의 부하직원이어야 한다는 의미는 아니고, 특정한 사건에서는, 동일한 자격의 두 변호사도 한 변호사의 패러리걸 역할을 할 수 있다. 즉 역할의 차이이지, 반드시 종속되거나 연봉이 열악하다는 의미는 아니다. 따라서, 미국 변호사는 한국 변호사의 패러리걸의 역할을 맡아 한국 법률 서비스를 무제한으로 고객에게 제공할 수 있다. 같은 이치로 한국 변호사도 미국 법률 서비스를 무제한으로 할 수 있다.
한EU FTA와 한미FTA로 법률시장이 3단계로 순차적으로 개방될 예정이지만, 그 이전에도 영미로펌은 한국에서 영업을 해왔다. 즉, 패럴리걸로 한국의 소형로펌의 명의만 빌리는 방식이다. 영미로펌은 다른 국가들에서도 이렇게 영업하고 있다. 즉, 법률시장 개방을 한다고 하지만, 실제로는 패럴리걸이라는 우회방법을 통해 영미로펌들은 전세계에서 자유롭게 영업을 해왔다. 서명만 해당국 중소로펌에서 했고, 실제 전문적인 법률사무와 사건수임 본계약은 영미로펌 본사가 체결하는 방식이다.
김앤장도 영미로펌과 같은 방식으로 전세계에서 법률서비스를 제공하고 있다. 김앤장은 홍콩사무소 밖에 없다. 그러나 최근 두산 인수합병에서 23개국에 김앤장은 법률사무소 조차 없지만, 23개국의 법률서비스를 모두 제공했다. 건국이래 최대의 M&A라고 불리는 두산인프라코어와 두산엔진의 미국 잉거솔랜드사의 건설장비 사업부문 인수건(49억 달러)은 전세계 27개국에 흩어져 있는 72개 법인을 동시 에 인수하고 일시에 인수대금을 지급하는 세계 M&A에서 유래가 없던 복잡한 방식이었고 또 쉽지 않은 일이었다. 김앤장이 해외 23개의 로펌을 통해 법률서비스를 제공했다.

## 같이 보기
- 재판연구원(law clerk)
- 법률비서(legal secretary)
- 커뮤니티 칼리지
- 범죄학
- 그레이칼라
- 법학자
- 법률가
- 법사회학

## 참고 문헌
- p188, 이원철, 변호사 개업 가이드, 백영사, 2012. ISBN 978-89-6522-132-6
- 송시섭, 변호사사무직원(paralegal)의 법조윤리, 법학연구 제52권 제1호 통권 제67호, 부산대학교 법학연구소, 2011.